# ستيف كلوغر
ستيف كلوغر (بالإنجليزية: Steve Kluger)‏ (24 يونيو 1952)؛ روائي أمريكي.